# Dífrides
Dífrides (en llatí Diphridas, en grec antic Διφρίδας) fou un militar espartà que va viure al segle v aC i a principis del segle segle iv aC.
Segons Xenofont va ser enviat a l'Àsia l'any 391 aC després de la mort de Tibró en una emboscada, per emportar-se el cos del general i les restes de l'exèrcit. Va reunir tropes noves en els estats aliats i va seguir la guerra contra Estrutes. Tenia un bon tracte amb les tropes, igual que el seu predecessor, i per la seva constància i energia va recuperar el paper important dels lacedemonis a la zona. Va fer presoner a Tigranes, gendre d'Estrutes i a la seva dona i va obtenir un fort rescat pel seu alliberament amb el qual va poder reclutar un cos de mercenaris, segons diu Xenofont.
Un Dífrides que menciona Plutarc del que diu que tenia el càrrec d'èfor va ser enviat per reunir-se amb Agesilau que era a Nartacion a Tessàlia i des d'allí avançar cap a Beòcia l'any 394 aC és probablement la mateixa persona.